# ماذا لو (مسلسل)
ماذا لو مسلسل تلفزيوني كويتي درامي.

## القصة
يمنح أربعة أشخاص على مفترق طريقين في الحياة فرصة السير في كلا الاتجاهين وتحديد الوجهة الأنسب لهم.

## طاقم العمل
- خالد أمين
- منذر رياحنة
- أسيل عمران
- روان الصايغ
- عبدالله عبدالرضا
- حسن ابراهيم
- علي الحسيني
- عبدالله التركماني

## وصلات خارجية
- صفحة مسلسل ماذا لو على موقع السينما.كوم